# Geschubde inktzwam
De geschubde inktzwam (Coprinus comatus) is een van de meest voorkomende van de honderd soorten inktzwammen van het geslacht Coprinus die in België en Nederland voorkomen. De geschubde inktzwam is een nematofage (nematoden etende) schimmel.

## Uiterlijk
In de jeugd is de 5-15 cm hoge hoed van de geschubde inktzwam ei- tot klokvormig, wit met een lichtbruin, glad centrum en bedekt met grote, omgekrulde schubben. De hoed scheurt later vanaf de rand in en vervloeit tot zwart. De holle steel is 10-20 cm hoog met een lage, beweegbare, vrij snel afvallende ring. De lamellen zijn wit in de jeugd, later vanaf de rand verkleurend via roze naar zwart. 

## Ecologie
Van mei tot in november is de geschubde inktzwam vaak in groepen te vinden op grond die pas is omgewerkt op akkers, weilanden, parken en wegbermen. Ook in de stad is deze paddenstoel veel gezien op bemest gras.

## Toepassingen
Een jonge geschubde inktzwam smaakt uitstekend, maar moet wel direct na het plukken verwerkt worden. De zwam is niet meer eetbaar wanneer vervloeiing of verkleuring optreedt. Verwisseling kan voorkomen met de kale inktzwam (Coprinus atramentarius), die giftig is indien alcohol twee dagen voor of na consumptie wordt gebruikt.

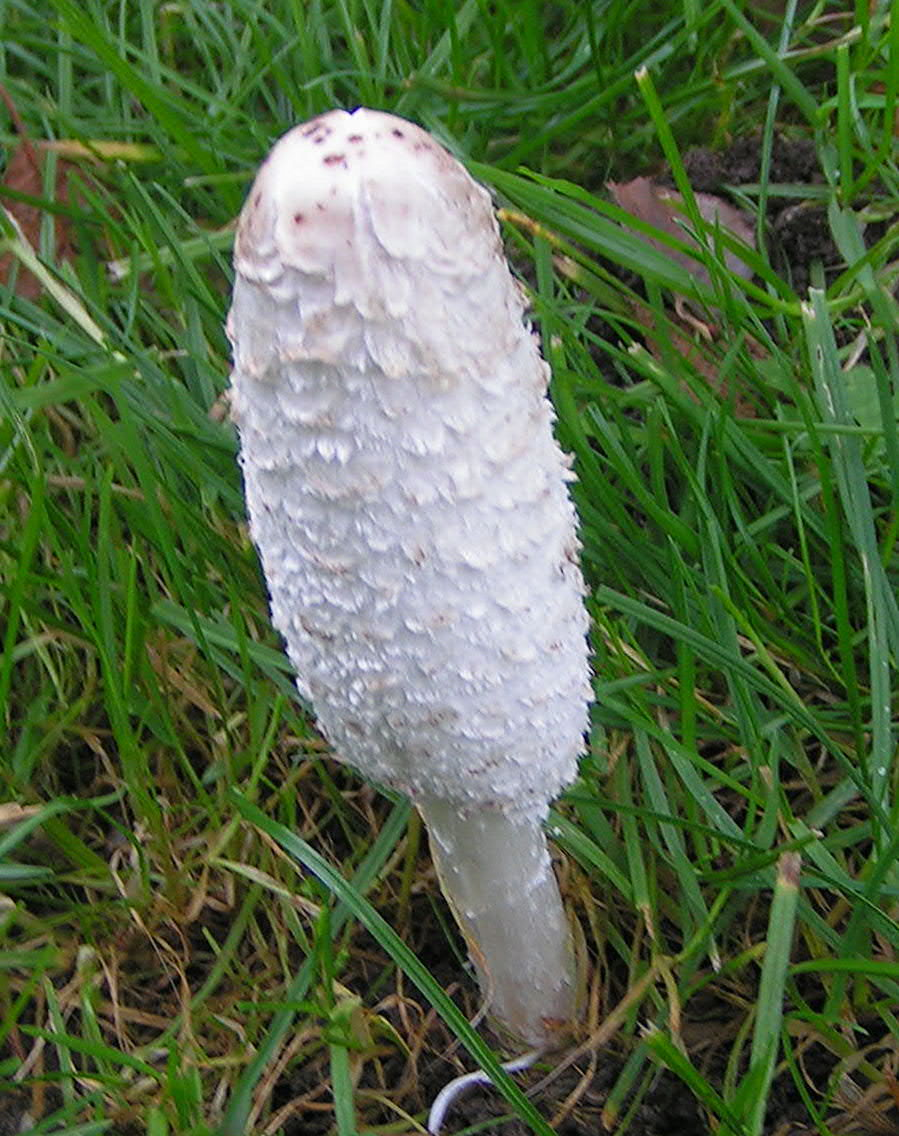
Een jonge geschubde inktzwam